# Andrees Allgemeiner Handatlas

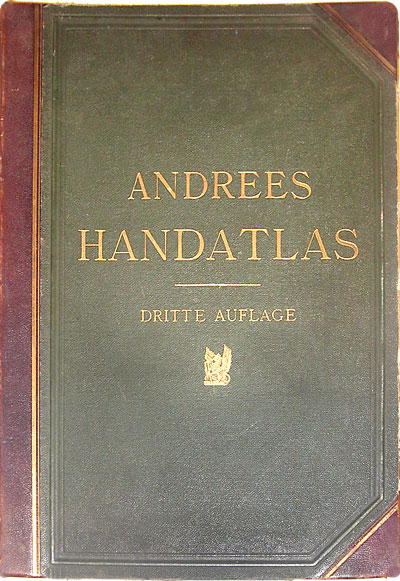
Cubierta de la tercera edición de Andrees Allgemeiner Handatlas, 1896.

Andrees Allgemeiner Handatlas fue un trabajo cartográfico de gran importancia (atlas general) publicado en varias ediciones alemanas y extranjeras entre 1881 y 1937. El atlas fue nombrado así por Richard Andree (1835–1912) y publicado por Velhagen & Klasing, de Bielefeld y Leipzig, Alemania.
Por utilizar cromolitografía, en lugar de grabado en placa de cobre, pero reproduciendo los mapas desde placas de zinc, V & K fueron capaces de ofrecer mapas detallados en un precio mucho menor al de sus competidores, como las 7.º y 8.º ediciones de Stielers Handatlas. La edición de 1937 del Andrees Handatlas se imprimió utilizando el método de impresión de offset.

## Ediciones
La primera edición apareció en 1881.: 567  La 4.º y 5.º edición fueron editadas por Carl Paul Albert (1851-1912); desde la 6.º a la 8.º edición, por Ernst Ambrosius; y la edición final, por Konrad Frenzel.: 568–569 : 569–570  Los cartógrafos fueron G. Jungk (†1932), R. Kocher, E. Umbreit (†1904), T. Adolph (†1930), H. Mielisch (†1925), y K. Tänzler (†1944) además de que se produjeron algunos mapas para institutos geográficos como Peip, Wagner & Debes, Sternkopf, Sulzer.: 586 
| 1881 | [1.º] | -              | 86      | -   | -       | -                                         |
| 1887 | 2.º   | Zweite         | 120 + 2 | -   | -       | 1889, 1890                                |
| 1887 | -     | Suplemento     | 33      | -   | -       | Para dueños de la 1.ª edición.            |
| 1893 | 3.º   | Dritte         | 91      | 86  | -       | 1896                                      |
| 1893 | -     | Suplemento     | 64      | -   | -       | Para dueños del 1.º y 2.as ediciones.     |
| 1899 | 4.º   | Vierte         | 126     | 137 | -       | 1900, 1901, 1903, 1904                    |
| 1899 | -     | Suplemento     | 53      | -   | -       | Para dueños del 2.º y 3.as ediciones.     |
| 1906 | 5.º   | Fünfte1        | 139     | 161 | -       | 1907, 1908, 1909, 1910, 1911, 1912, 1913  |
| 1914 | 6.º   | Sechste2       | 221     | 192 | -       | -                                         |
| 1921 | 7.º   | Siebente2      | 228     | 215 | -       | 1921                                      |
| 1922 | 8.º   | Achte2         | 228     | 198 | -       | 1924, 1924, 1928                          |
| 1922 | -     | Ergänzungsband | 62      | -   | -       | Suplemento, para ediciones más tempranas. |
| 1930 | 8.º   | Achte2         | 231     | 211 | 300,000 | 5.ª revisión                              |
| 1937 | [9.º] | Ausgewählte3   | 100     | -   | -       | -                                         |
| 1Jubiläumsausgabe (jubilee, o edición de aniversario). 2Namenverzeichnis (índice de nombres) en un volumen separado. 3Seleccionón, extracto, o edición, en un volumen. |       |                |         |     |         |                                           |

### Ediciones plublicadas para otros países
- Österreichisch-Ungarischer (Austriaco-húngaro) las ediciones estuvieron publicadas en Viena en 1881, 1889, 1893, 1903, y 1913.[1]: 615–617
- Cuatro ediciones de Andree  Stora Handatlas fueron publicadas en Estocolmo (1881, 96 páginas de mapas; 1899 andra, 130 mapas grandes y 140 inset mapas; 1907 tedje, 143 mapas grandes y 163 inset mapas), con mapas adicionales de Escandinavia; y 1924.: 608  El texto del verso y el material introductorio fue escrito en sueco.
- Los mapas del atlas de Andree fueron utilizados para el Atlas Universal de Cassell, el cual fue publicado en Londres en 1891-1893 utilizando los mapas impresos en Leipzig en inglese; y para el Times Atlas de 1895-1900.: 610–613
- Las ediciones francesas fueron publicadas de 1882 en adelante.: 608
- Las ediciones italianas fueron publicadas en 1899 y 1915.: 613
- Las ediciones danesas fueron publicadas en 1882 y, después del plebiscito de Schleswig, 1923.: 621
- Las ediciones noruegas fueron publicadas en 1882 y 1923.: 622
- Una edición finlandesa fue publicada en 1899.: 623

1. 1 2  Espenhorst, Jürgen (2003). Petermann's Planet, vol. 1. Pangaea Verlag. ISBN 978-3-930401-35-2.